# František Kopecký (1881)
František Kopecký (11. prosince 1881 Cerekvice nad Loučnou – 15. března 1941 Royal Tunbridge Wells) byl český malíř, sokolský činovník a účastník prvního československého odboje.

## Život
František Kopecký se narodil 11. prosince 1881 v Cerekvici nad Loučnou, nedaleko od Litomyšle v rodině rolníka Jana Kopeckého a jeho ženy Anny Svatošové ze Suché Lhoty.. Na přelomu století odešel do Spojeného království Velké Británie a Irska, kde působil jako ilustrátor a malíř miniatur. Díky své společenské povaze se stal mezi krajany výraznou postavou. Působil mimo jiné jako jednatel pobočky českého Sokola v Londýně. Po vypuknutí první světové války zorganizoval manifestaci londýnských Čechů proti Rakousku-Uhersku a v září téhož roku se stal členem výboru Londýnského českého vzájemného svazu podpůrného.
Po reorganizaci svazu na Londýnský český výbor a legii pro britskou službu (London Bohemian (Czech) Committee and Legion for British Service) se stal tajemníkem této organizace a zasloužil se o vyjmutí Čechů, rakouských občanů, z předpisů o internaci nepřátelských cizinců. Britský novinář Wickham Steed věnoval jeho činnosti ve svých pamětech „Třicet let žurnalistou“ jednu kapitolu. V roce 1915 pobýval František Kopecký ve Spojených státech amerických, kde pomáhal organizovat slovanské spolky v prospojeneckém duchu. Spolupracoval poté s profesorem Tomášem Garrigue Masarykem. V roce 1916 byl jedním ze zakládajících členů Československé národní rady v Paříži.
Po svolení britského ministerstva války ke službě československých dobrovolníků v Britské armádě byl jedním z prvních, který dobrovolně nastoupil vojenskou službu. Do Královského polního dělostřelectva narukoval 11. prosince 1916 a již v březnu 1917 se účastnil bojů u Messines v Belgii. Na frontě u Yprů utrpěl 11. srpna 1917 otravu bojovými plyny, ale již 20. září 1917 se vrátil na frontu u Yprů, tentokrát ke Gardovému dělostřelectvu. Od Yprů byl v listopadu 1917 přesunut ke Cambrai ve Francii, v březnu 1918 k Arrasu, v dubnu 1918 k Lys, a ve Francii se též účastnil závěrečné ofenzívy armád Dohody od července do listopadu 1918.
Po válce působil v krajanském hnutí a uspořádal také archiv prvního československého odboje ve Spojeném království. Své válečné zkušenosti a vzpomínky zakomponoval do románu Ostrov věčné hry, který vyšel roku 1926. V roce 1933 se stal sekretářem čs. krajanské kolonie v Anglii.
František Kopecký zemřel po těžké nemoci 15. března 1941 v nemocnici v Royal Tunbridge Wells. Je pohřben na hřbitově Islington and St. Pancras Cemetery v Londýně.